# Super Bowl LIX
Super Bowl LIX foi a 59ª edição do Super Bowl e a 55ª decisão de campeonato da era moderna da National Football League (NFL) que decidiu o campeão da temporada da NFL de 2024. O jogo aconteceu em 9 de fevereiro de 2025, no Caesars Superdome em Nova Orleães, na Luisiana. Uma revanche do Super Bowl LVII de dois anos antes, o jogo foi disputado entre o campeão da American Football Conference (AFC) e bicampeão consecutivo do Super Bowl, o Kansas City Chiefs (que buscava o tricampeonato), e o campeão da National Football Conference (NFC), o Philadelphia Eagles. No final, os Eagles conseguiram prevalecer sobre os Chiefs, por 40 a 22, conquistando o segundo título de sua história.
Foi o oitavo Super Bowl disputado no Superdome e o décimo primeiro na cidade de Nova Orleães, sendo o mais recente o Super Bowl XLVII em 2013. O jogo foi televisionado nos Estados Unidos pela Fox. Os Chiefs terminaram a temporada regular com uma campanha de quinzevitórias e dois derrotas (empatando como a melhor da liga) e entraram no jogo com a ambição de conquistar o primeiro three-peat da história do Super Bowl, já que haviam vencido o Super Bowl LVIII em 2024 e o Super Bowl LVII em 2023. Já os Eagles ficaram com quatorze vitórias em dezessete jogos, impulsionados por um ataque mais eficiente e a melhor defesa da liga, chegando à sua quinta aparição no Super Bowl.
Apesar de se esperar que o Super Bowl LIX fosse um jogo disputado, os Eagles dominaram a partida inteira. Os Chiefs só marcaram pontos nos momentos finais do terceiro quarto, conquistando apenas 23 jardas no primeiro tempo – a segunda menor marcação de jardas no primeiro tempo na história do Super Bowl. O quarterback do Kansas City, Patrick Mahomes, teve dificuldades durante todo o jogo, sofrendo um recorde pessoal de seis sacks, mesmo com a defesa dos Eagles não aplicando nenhum blitz. Ele cometeu três turnovers, incluindo um pick-six (interceptação retornada para touchdown) de 38 jardas de Cooper DeJean, que se tornou o segundo calouro na história do Super Bowl a conseguir tal feito. Aproveitando o forte desempenho defensivo e as dificuldades ofensivas dos Chiefs, Philadelphia construiu uma vantagem inalcançável de 34 pontos até a primeira pontuação de Kansas City. Os Eagles lideravam por 40 a 6 nos cinco minutos finais, antes que os Chiefs marcassem duas pontuações tardias, já depois que muitos titulares dos Eagles haviam deixado o jogo.
O Super Bowl LIX foi assistido por mais de 127 milhões de pessoas nos Estados Unidos, um aumento de 2,9% quando comparado com o ano anterior, tornando-se o evento televisivo mais assistido da história dos Estados Unidos até aquele momento. A audiência atingiu o pico de cerca de 135,7 milhões nos EUA durante o segundo quarto.

## Antecedentes

### Escolha da cidade
Em 23 de maio de 2018, a liga selecionou originalmente Nova Orleães como sede para Super Bowl LVIII, então provisoriamente agendado para 4 de fevereiro de 2024. Em março de 2020, a liga e a NFLPA (associação de jogadores) concordaram em expandir a temporada regular de 16 para 17 jogos a partir de 2021, adiando o Super Bowl LVIII para 11 de fevereiro de 2024, e causando um conflito com as datas de celebração do Mardi Gras. Em 14 de outubro de 2020, a liga decidiu transferir o Super Bowl LVIII para outra cidade (Las Vegas foi depois escolhida) e o Super Bowl LIX acabou sendo dado para Nova Orleães, já que o Mardi Gras em 2025 não começaria até 4 de março, assim evitando qualquer conflito entre os eventos.

### Segurança
Os organizadores do Super Bowl disseram que iriam rever os procedimentos de segurança após o ataque terrorista que aconteceu na Bourbon Street em 1 de janeiro d 2025, que matou 15 pessoas e feriu dezenas, o que forçou o adiamento do Sugar Bowl de 2025 no Superdome para o dia seguinte. Uma autoridade do setor de turismo, Walt Leger III, disse no dia de Ano Novo que a prioridade seria a resposta imediata ao ataque, mas "haverá conversas mais profundas nos próximos dias e semanas para discutir possíveis melhorias para o Super Bowl". Enquanto isso, a NFL divulgou um comunicado garantindo que o jogo seria uma experiência "segura e agradável".

## Equipes

### Kansas City Chiefs

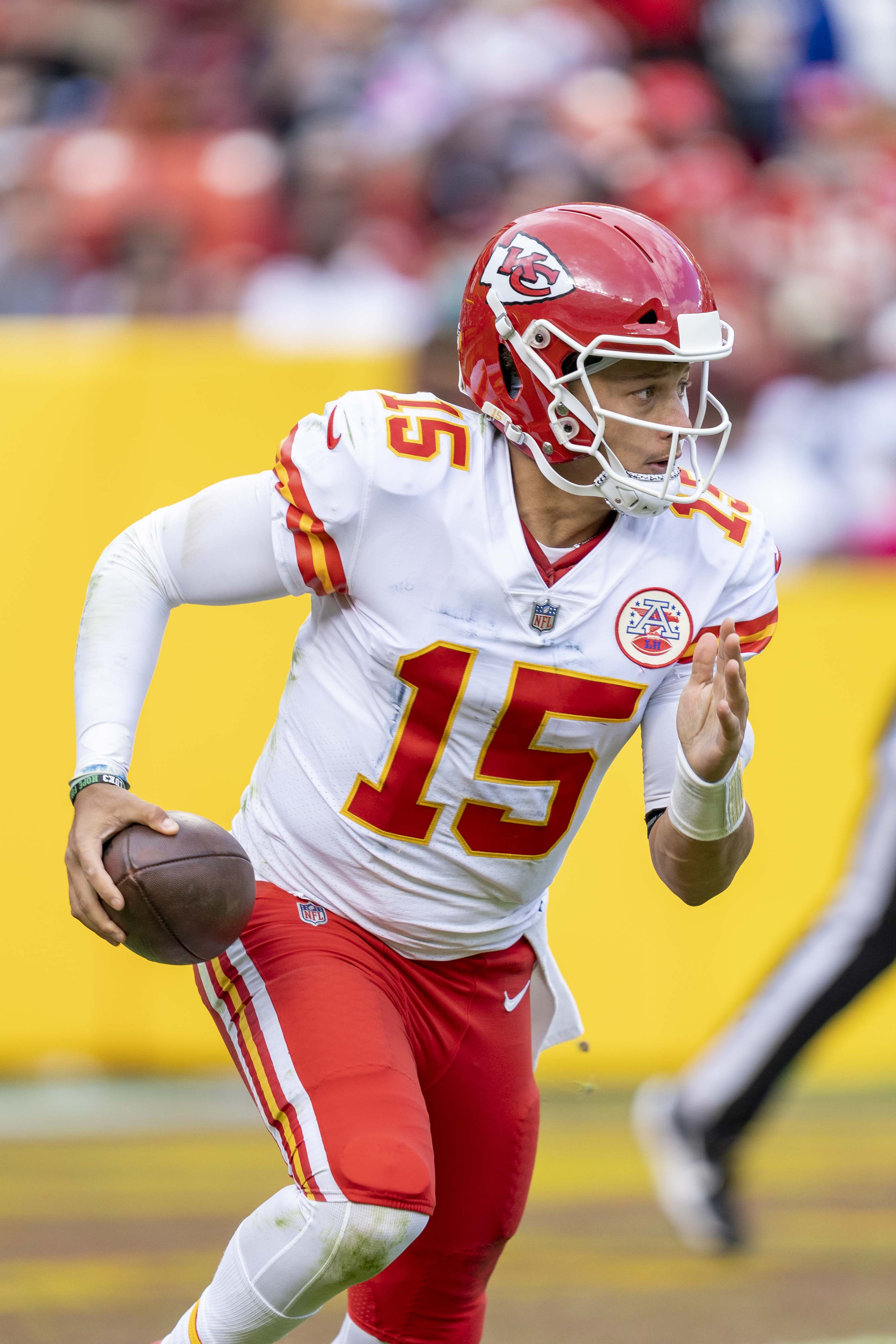
Os Chiefs, liderados por Patrick Mahomes, se tornaram o primeiro time na história da NFL a vencer dois Super Bowls e se classificar para um terceiro, tentando o tricampeonato (three-peat).

O Kansas City Chiefs chegou ao Super Bowl LIX como campeão nas duas temporadas anteriores, tentando se tornar o primeiro time da NFL a vencer três Super Bowls consecutivos. Sob o comando do técnico Andy Reid, o Chiefs terminou a temporada regular com 15 vitórias e 2 derrotas, empatado com o Detroit Lions como as duas melhores campanhas da liga.
Apesar dos Chiefs terem uma campanha de quinze vitórias em dezessete jogos, o quarterback Patrick Mahomes teve um ano ruim em relação ao seu padrão, não alcançando a marca de 4 000 jardas aéreas. O tight end Travis Kelce liderou o time em jardas recebidas (823), enquanto o running back Kareem Hunt liderou o time em jardas corridas (728). O wide receiver Xavier Worthy teve uma temporada de estreia produtiva, com 742 jardas totais e nove touchdowns totais. Os Chiefs adquiriram DeAndre Hopkins em uma troca no meio da temporada com o Tennessee Titans; Hopkins teve 437 jardas recebidas e quatro touchdowns recebidos em cinco partidas. A linha ofensiva incluiu os Pro Bowlers Joe Thuney, Creed Humphrey e Trey Smith, com Thuney e Humphrey também sendo selecionados para o time do Pro Bowl.
A defesa dos Chiefs foi encabeçada pelo tackle defensivo Chris Jones (5,0 sacks) e o cornerback Trent McDuffie (duas interceptações). Outros jogadores notáveis incluem George Karlaftis (8,0 sacks), Nick Bolton (106 tackles) e Justin Reid (87 tackles). Eles foram uma defesa que ficou entre as quatro melhores pelo segundo ano consecutivo sob o comando do coordenador defensivo Steve Spagnuolo. O Super Bowl LIX marcou a sétima aparição do Kansas City, que venceu os Super Bowls IV, LIV, LVII e LVIII, enquanto perdeu as edições I e LV. Os Chiefs jogaram no Super Bowl quatro vezes nas últimas cinco temporadas, vencendo três delas. Eles se tornaram o primeiro time a vencer dois Super Bowls consecutivos e jogar em um Super Bowl na temporada seguinte; os oito times anteriores a vencer dois Super Bowls consecutivos não apareceram no jogo pela terceira temporada consecutiva.

### Philadelphia Eagles

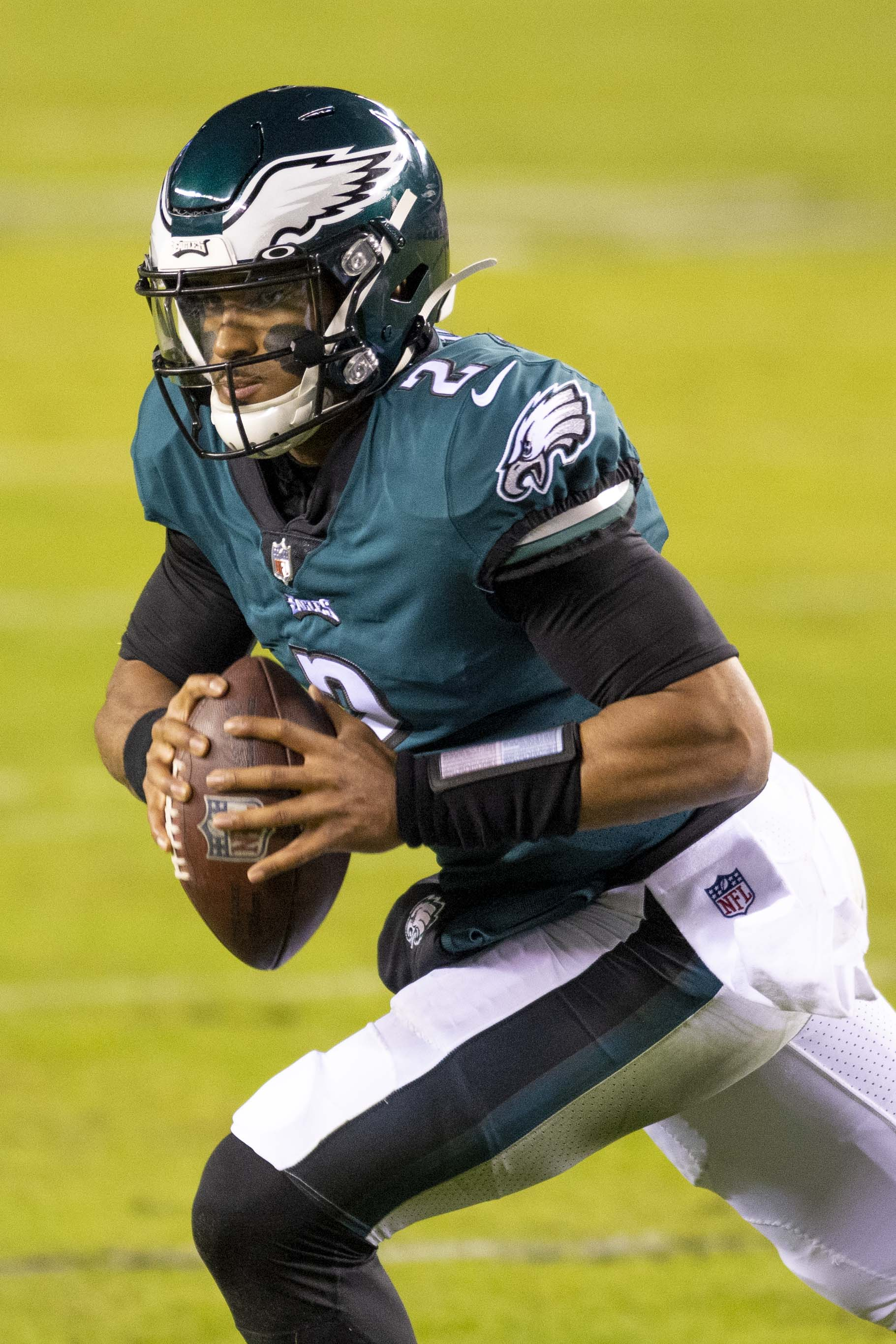
Hurts jogou no segundo Super Bowl da carreira, conquistando seu primeiro título liderando os Eagles.

Sob o comando do técnico principal Nick Sirianni, o Philadelphia Eagles melhorou sua campanha na temporada com 14 vitórias e 3 derrotas, duas vitórias a mais que no ano anterior. Esta é a quinta participação de Philadelphia no Super Bowl, após uma vitória no Super Bowl LII e derrotas nos Super Bowls XV, XXXIX e LVII.
O quarterback Jalen Hurts teve uma temporada eficiente, alcançando recordes pessoais em porcentagem de passes completos, jardas por tentativa e rating de passador, além de ter lançado apenas cinco interceptações na temporada. No entanto, ele tentou apenas 361 passes, devido à alta carga de trabalho do running back Saquon Barkley, eleito para o primeiro time All-Pro, que se tornou o nono jogador na história da liga a alcançar 2 000 jardas terrestres em uma temporada. O grupo de recebedores dos Eagles contou com o wide receiver A.J. Brown, eleito para o segundo time All-Pro (1 079 jardas), o wide receiver DeVonta Smith (833 jardas) e o tight end Dallas Goedert (496 jardas). A linha ofensiva foi uma das melhores da liga, com Cam Jurgens, Landon Dickerson e Lane Johnson sendo selecionados para o Pro Bowl, além de Johnson e Jordan Mailata terem sido escolhidos como All-Pros.
Sob o comando do coordenador defensivo Vic Fangio, os Eagles tiveram a segunda melhor defesa da NFL, liderada pelo linebacker Zack Baun (151 tackles, cinco fumbles forçados e 3,5 sacks). A linha defensiva contou com o defensive tackle All-Pro Jalen Carter (4,5 sacks), o defensive tackle Milton Williams (5,0 sacks), o outside linebacker Josh Sweat (8,0 sacks) e o outside linebacker Nolan Smith (6,5 sacks). A secundária teve vários jogadores importantes, incluindo os cornerbacks novatos Quinyon Mitchell e Cooper DeJean, os safeties Reed Blankenship e C.J. Gardner-Johnson e o experiente cornerback Darius Slay.

### Playoffs
Os Chiefs entraram nos playoffs como a equipe número 1 da AFC e garantiram uma folga na primeira rodada. Na Rodada Divisional, venceram o Houston Texans por 23 a 14. Na Final da AFC, os Chiefs derrotaram o Buffalo Bills por 32 a 29, marcando a quarta vez em cinco temporadas que venceram os Bills nos playoffs.
Os Eagles entraram nos playoffs como a equipe número 2 da NFC. Na Rodada de Wild Card, venceram o Green Bay Packers por 22 a 10. Na Rodada Divisional, os Eagles derrotaram o Los Angeles Rams por 28 a 22. Em seguida, venceram o Washington Commanders na Final da NFC por 55 a 23, estabelecendo um recorde de maior número de pontos marcados em um jogo de final de conferência.

## Entretenimento

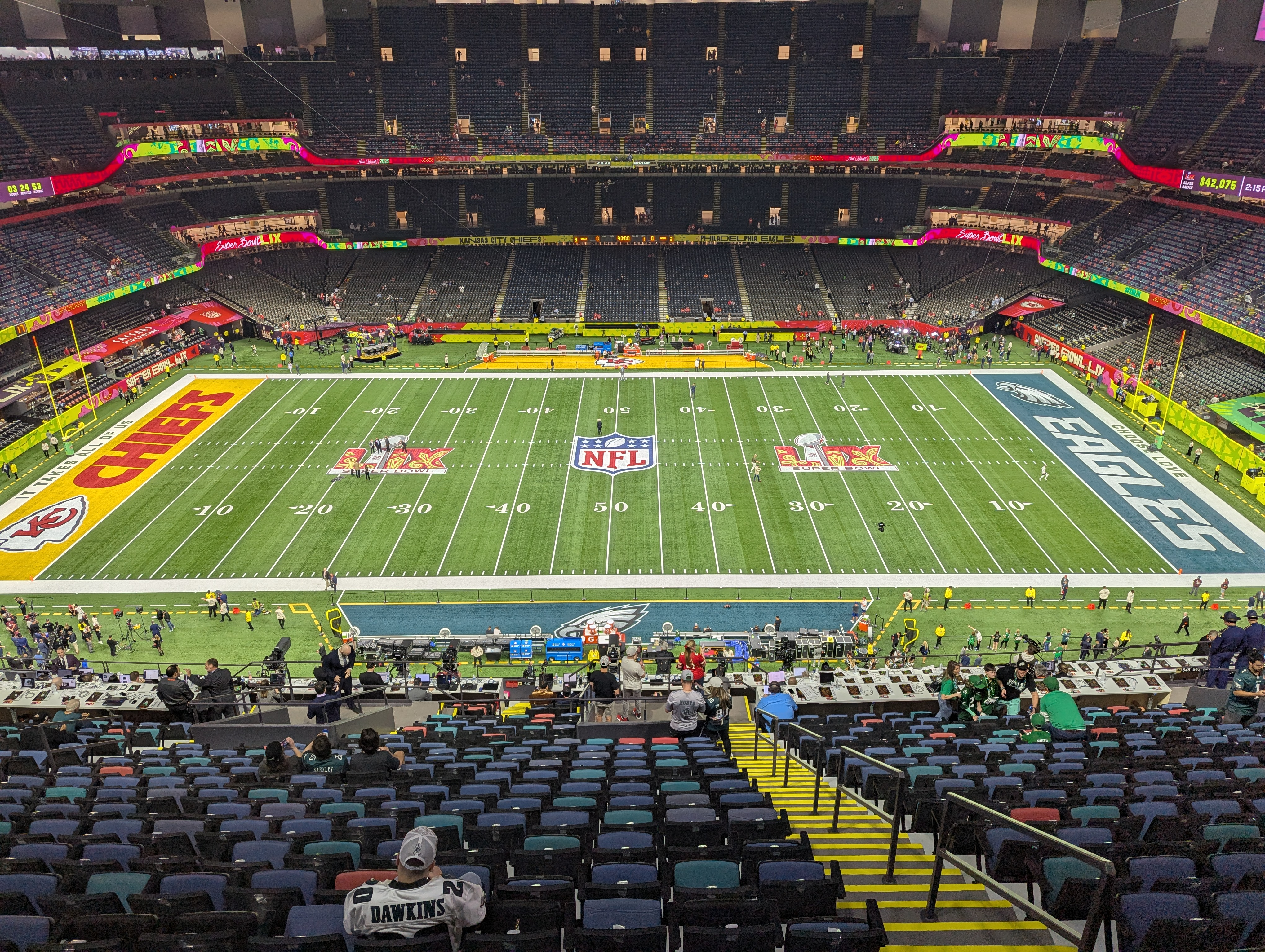
Interior do estádio para o jogo.